# Eustacius Leodiensis
Eustacius Leodiensis (werkzaam 14e eeuw ? ) was een componist uit de Nederlandse school, van Waalse of Luikse afkomst.
In het 15e-eeuwse handschrift Sankt Paul im Lavantthal 264/4, ff.68v–69 is zijn enige werk overgeleverd: het motet, Monstrant hii versus an/Ius plectas leges/Ut queant lexis, waarvan Koller heeft opgemerkt dat het opgebouwd is volgens de door Guido van Arezzo uitgewerkte methode om aan de hand van klinkers te componeren. Het werk is in het handschrift niet genoteerd, maar een raadselcanon licht toe: "Hic modulus non notatur sed scribitur et vocalibus canitur". Waar de tekst de klinker a heeft is de noot fa, waar e staat is die re, enz. De klinkers wijzen ook tijdseenheden aan, waardoor a voor één maatslag staat, e voor twee, etc. De drie stemmen staan met elkaar in verband in de proporties 2:3:4. Waar het triplum c heeft, zal het motetus g hebben en de tenor c.